# Qeysarīyeh-ye Soflá
Qeysarīyeh-ye Soflá (persiska: قیصریه سفلی) är en ort i Iran.   Den ligger i provinsen Khuzestan, i den västra delen av landet, 600 km sydväst om huvudstaden Teheran. Qeysarīyeh-ye Soflá ligger 6 meter över havet och antalet invånare är 322.
Terrängen runt Qeysarīyeh-ye Soflá är mycket platt. Runt Qeysarīyeh-ye Soflá är det ganska tätbefolkat, med 139 invånare per kvadratkilometer. Närmaste större samhälle är Hoveyzeh, 12,7 km nordväst om Qeysarīyeh-ye Soflá. Omgivningarna runt Qeysarīyeh-ye Soflá är i huvudsak ett öppet busklandskap.